# Rio Água Tanque
O Rio Água Tanque é um curso de água do arquipélago de São Tomé e Príncipe, localizado no distrito de Mé-Zóchi, ilha de São Tomé. Este curso de água corre para Oeste até encontrar o Rio da Água Grande de que é afluente.